# س. د. باتشيلور
س. د. باتشيلور (بالإنجليزية: C. D. Batchelor)‏ هو صحفي ورسام كارتون أمريكي، ولد في 1 أبريل 1888 في أوسيدج سيتي في الولايات المتحدة، وتوفي في 5 سبتمبر 1977 في ديب ريفر في الولايات المتحدة.